# Riserva naturale Il Monte
La riserva naturale Il Monte è un'area naturale protetta della regione Puglia istituita nel 1982.
Occupa una superficie di 129,73 ettari a Cerignola in provincia di Foggia.